# Havárie v národním podniku MESIT
K havárii v národním podniku MESIT došlo v pátek 23. listopadu 1984. Zřícení části výrobní haly M1 z roku 1952 v národním podniku MESIT v Uherském Hradišti – Mařaticích zapříčiněné rozpadem konstrukce z hlinitanového betonu způsobilo smrt 18 osob a zranění čtyřech desítek dalších. Šlo o jednu z nejnešťastnějších událostí v moderní historii okresu Uherské Hradiště, přes existenci železné opony o ní informoval i západní tisk. Podrobnosti o příčinách havárie byly zveřejněny až po pádu komunistického režimu, v roce 1991.
V roce 2002 natočila o neštěstí tvůrčí skupina Bělohlavý-Daník pro Českou televizi dokument z cyklu Osudové okamžiky pod názvem „Mařatice 1984“.

## Popis havárie
Dne 23. listopadu 1984 došlo v odpoledních hodinách ke zřícení části výrobní haly a třípatrové budovy v n. p. MESIT, pocházející z roku 1952 a nesoucí označení M1. Sutiny zřícené budovy zabíraly prostor 50 x 80 metrů. V troskách bylo uvězněno 38 osob. Dvě skupiny po třech osobách, dvě skupiny po dvou osobách, 28 osob izolováno jednotlivě. Zhroucení stavby bylo způsobeno podle oficiální verze bez cizího zavinění, porušením její nosné konstrukce způsobené vlivem změn v podloží. Podle zjištění expertů a soudních znalců byl příčinou havárie úplný rozpad hlinitanového betonu, použitého při výstavbě tohoto objektu v roce 1952. Hlinitanový cement časem ztrácí svoji pevnost, používá se většinou na spárování proti průsaku a vlhkosti. Také na tovární budově ze začátku 50. let probíhaly v té době rozsáhlé stavební úpravy (a nové nosné panely byly položeny obráceně, předepínacími armovacími dráty v horní části, místo v části dolní), od roku 1984 započal v podniku MESIT vývoj a výroba leteckých přístrojů pro letouny L-610 a L-39MS. Mnozí zaměstnanci dokonce upozorňovali inkriminovaného dne na praskliny uvnitř objektu. K této tragédii došlo naštěstí v čase střídáni směn, ve 14:42, takže v hale neprobíhal téměř žádný provoz, jinak by byl počet obětí pravděpodobně několikanásobně vyšší. Záchranných prací se účastnilo 8 jednotek požární ochrany se 73 požárníky a dvě stanice báňské záchranné služby. Vyprošťovací a asanační práce trvaly celé čtyři dny a byly ukončeny až 27. listopadu 1984. Část sutin ze zřícené budovy byla použita při stavbě komunikace k zahradním pozemkům v nedaleké obci Mistřice (z tohoto důvodu je tato lokace místními obyvateli nazývána „vyvezený MESIT“).

### Odborný popis
Teprve po pádu komunistického režimu vyšel v roce 1991 tiskem v časopise Požáry první odborný popis průběhu vyprošťování obětí havárie a udržování vzduchových kanálů před zaplavením. Zpráva obsahovala technický nákres z místa havárie, rozmístění uvězněných osob a schéma umístění čerpadla PS 12 sloužícího k odsávání vody z trosek, umístění dvou přívěsných odsavačů kouře VTA 60 a kompletní seznam nářadí použitého při vyprošťování.

## Časový sled událostí
- 14:42 – zřícení objektu, zasahují závodní požárníci n. p. MESIT
- 14:56 – první jednotka požárního sboru, přijíždí také první záchranná služba, o havárii byl vyrozuměn náčelník štábu Civilní ochrany CO
- okolo 15:30–16:00 – nasazení těžké vyprošťovací techniky, nasazuje ji báňská záchranná služba Dubňany a Zbýšov
- od 16:00 – odčerpávání vody, statika vzduchových komínů pro zasypané, asanace visících panelů, instalace osvětlení pro práci v noci
- do 17:00 – bylo vyproštěno a předáno zdravotníkům 16 živých osob
- 17:00–18:00 – byla vyproštěna jedna osoba
- do 22:30 – byly vyproštěny další 4 osoby
- 22:30 – ukončeno vyprošťování živých osob
- 23:00 – zastaveny všechny stroje a v tichu zahájen detailní průzkum v troskách objektu po možných živých osobách
- od 01:00 – opatrný odsun trosek a suti těžkou technikou s přihlédnutím na možnost nalezení živé osoby
- 05:55 – ukončení vyprošťovacích prací po cca 16 hodinách od havárie

## Oběti
Při záchranných pracích bylo vyproštěno celkem 21 živých osob. Havárie v národním podniku MESIT si vyžádala celkem 18 mrtvých osob (17 na místě a jedna živá osoba zemřela později v brněnské nemocnici). Mimo to bylo 43 zraněných. V den sedmého výročí havárie v roce 1991 byl jejím obětem v areálu MESITu odhalen pomník. Autorem pomníku je sochař Stanislav Mikuláštík. Mezi oběti na něm uvedené není započítán člen stavebního dozoru, statik, který neunesl tíhu událostí a spáchal sebevraždu.

## Následky
Výroba původně situovaná ve zřícené hale byla přibližně po měsíci obnovena v náhradních prostorách, které poskytl nedaleký národní podnik Let Kunovice.
Ve snaze předejít dalším podobným haváriím rozhodlo dne 6. června 1985 předsednictvo vlády ČSSR prověřit všechny stavby vybudované v letech 1930 až 1960, u nichž nelze vyloučit použití hlinitanových cementů při jejich výstavbě.
Obtížná je ovšem identifikace staveb, u nichž byl hlinitanový beton použit v kombinaci s jiným druhem betonu – o takových stavbách v Česku dosud neexistuje přesný přehled. Mezi stavby, na jejichž osudu se rovněž negativně podepsalo použití betonu z hlinitanového cementu, se tak dlouho po uherskohradišťské havárii zařadil například památkově chráněný obchodní dům Baťa v Mariánských Lázních postavený ve funkcionalistickém stylu v roce 1932 podle plánů architekta Vladimíra Karfíka – dům byl v roce 2014 narychlo evakuován, když se při opravě praskliny zřítila část zdiva a následně zjistilo porušení statiky domu, a na přelomu let 2015–2016 musel být zbourán. Podobné problémy byly ve stejné době konstatovány i u obchodního domu Hraničář v Chebu. V roce 2018 bylo zjištěno použití hlinitanových cementů ve vodorovných nosných konstrukcích dvou pater části budovy Právnické fakulty Masarykovy univerzity v Brně pocházející z přelomu 20. a 30. let 20. století – po zjištění narušení statiky byla uzavřena menza a čtyři posluchárny a byla uspíšena plánovaná rekonstrukce prostor.